# Lambert Hillyer
Lambert Hillyer (South Bend, 8 luglio 1889 – Los Angeles, 5 luglio 1969) è stato un regista e sceneggiatore statunitense.

## Biografia
Nato nello Stato dell'Indiana, figlio dell'attrice Lydia Knott, specializzata in ruoli western, Hillyer frequentò da sempre il mondo del vaudeville. Ma, per un certo periodo, preferì il giornalismo, approdando al cinema all'età di ventinove anni. Dal 1917 in poi, si associò all'attore William S. Hart con cui mise in scena una nutrita serie di film sui cowboy. Il suo genere preferito fu il western, ma talvolta se ne discostò per ottenere ammirevoli risultati quale è il film Il raggio invisibile con Bela Lugosi.
Negli anni cinquanta diresse alcuni episodi di serie televisive prima di ritirarsi dalle scene una decina di anni prima di morire.

## Filmografia parziale

### Regista
- The Mother Instinct, co-regia di Roy William Neill (1917)
- An Even Break (1917)
- The Narrow Trail, co-regia di William S. Hart (1917)
- Strife (1917)
- Riddle Gawne, co-regia di William S. Hart (1918)
- The Lion of the Hills (1918)
- Breed of Men (1919)
- The Poppy Girl's Husband, co-regia di William S. Hart (1919)
- Square Deal Sanderson
- Wagon Tracks (1919)
- John Petticoats (1919)
- The Toll Gate (1920)
- Sand (1920)
- The Cradle of Courage, co-regia di William S. Hart (1920)
- The Testing Block (1920)
- O'Malley of the Mounted (1921)
- The Whistle (1921)
- Three Word Brand (o 3 Word Brand) (1921)
- White Oak (1921)
- White Hands (1922)
- Travelin' on (1922)
- Caught Bluffing (1922)
- Skin Deep (1922)
- The Super Sex (1922)
- The Altar Stairs (1922)
- Scars of Jealousy (1923)
- Il terremoto (The Shock) (1923)
- Temporary Marriage (1923)
- The Spoilers (1923)
- The Lone Star Ranger (1923)
- Mile-a-Minute Romeo (1923)
- Eyes of the Forest (1923)
- L'agguato (Those Who Dance) (1924)
- Barbara Frietchie (1924)
- Idle Tongues (1924)
- I Want My Man (1925)
- The Making of O'Malley (1925)
- The Knockout (1925)
- The Unguarded Hour (1925)
- Her Second Chance (1926)
- Miss Nobody (1926)
- 30 Below Zero, co-regia di Robert P. Kerr (1926)
- The War Horse (1927)
- Hills of Peril (1927)
- Chain Lightning (1927)
- The Branded Sombrero (1928)
- Fleetwing (1928)
- Beau Bandit (1930)
- The Deadline (1931)
- One Man Law (1932)
- The Fighting Fool (1932)
- I violenti del Nevada (South of the Rio Grande) (1932)
- Hello Trouble (1932)
- White Eagle (1932)

- L'arciere bianco (Guard That Girl) (1935)

- La figlia di Dracula (Dracula's Daughter) (1936)
- Il raggio invisibile (The Invisible Ray) (1936)

- My Old Kentucky Home (1938)
- Gang Bullets (1938)
- Recluse (Women in Prison) (1938)

- Extortion (1938)
- Convict's Code (1939)
- 19º stormo bombardieri (Bombardier) (1943) (solo sequenze aeree)
- Trigger Fingers (1946)
- Land of the Lawless (1947)
- Crossed Trails (1948)
- Range Land (1949)

### Sceneggiatore
- The Little Brother, regia di Charles Miller - sceneggiatura (1917)
- The Desert Man, regia di William S. Hart - sceneggiatura (1917)
- The Snarl, regia di Raymond B. West - sceneggiatura (1917)
- Wolf Lowry, regia di William S. Hart - sceneggiatura (1917)
- Love or Justice, regia di Walter Edwards - sceneggiatura (1917)

- An Even Break, regia di Lambert Hillyer - sceneggiatura (1917)

- Unfaithful, regia di Charles Miller e Thomas H. Ince (1918)

- The Money Corral, regia di William S. Hart (1919)

- Three Word Brand (o 3 Word Brand), regia di Lambert Hillyer (1921)

- White Hands, regia di Lambert Hillyer (1922)

- Scars of Jealousy, regia di Lambert Hillyer (1923)